# Paramignya armata
Paramignya armata är en vinruteväxtart som först beskrevs av Thw., och fick sitt nu gällande namn av Richard Henry Beddome och Oliver. Paramignya armata ingår i släktet Paramignya och familjen vinruteväxter. Inga underarter finns listade i Catalogue of Life.